# Dorfbach (Hierlbach)
Der Dorfbach ist ein Fließgewässer im bayerischen Landkreis Rosenheim. Es entsteht beim Rohrdorfer Weiler Oberapfelkam, fließt nordwestwärts auf Lauterbach zu, schwenkt in diesem Pfarrdorf nach links und läuft zuletzt westwärts wieder in der Flur bis zu seiner Mündung von rechts in den Hierlbach.